# Mitchell (Queensland)
Mitchell is een kleine stad in de Australische staat Queensland. Ze ligt in het district Western Downs van de Local Government Area Maranoa, in een streek die voornamelijk leeft van de schapen- en veeteelt. Bij de volkstelling van 2011 had Mitchell een bevolking van 1311 personen.
Mitchell ligt op een hoogte van ongeveer 330 meter aan de Maranoa rivier en de Warrego Highway. De meest nabijgelegen stadjes zijn Roma, ongeveer 90 km oostwaarts op de Warrego Highway, en Morven, bijna 100 km westwaarts.
De stad is genoemd naar de Schotse onderzoeker en cartograaf Sir Thomas Livingstone Mitchell, die vanaf 1831 verschillende expedities leidde naar het nog onbekende Australische binnenland, en dit gebied rond 1845 verkende.

## Geboren
- Frank Forde (1890-1983), 15e premier van Australië

## Externe links

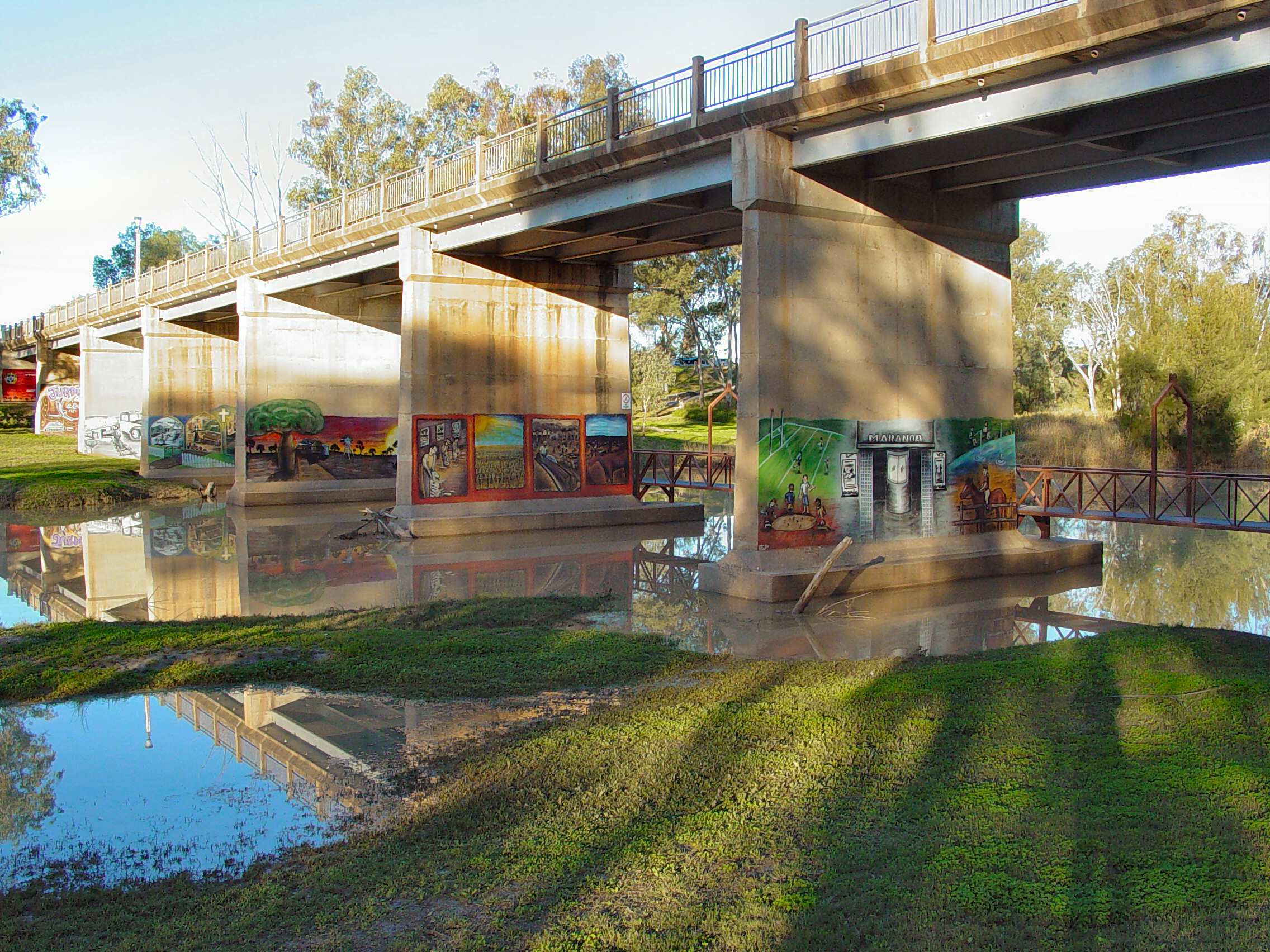
Brug van de Warrego Highway over de Maranoa River in Mitchell